# Tore Milsett

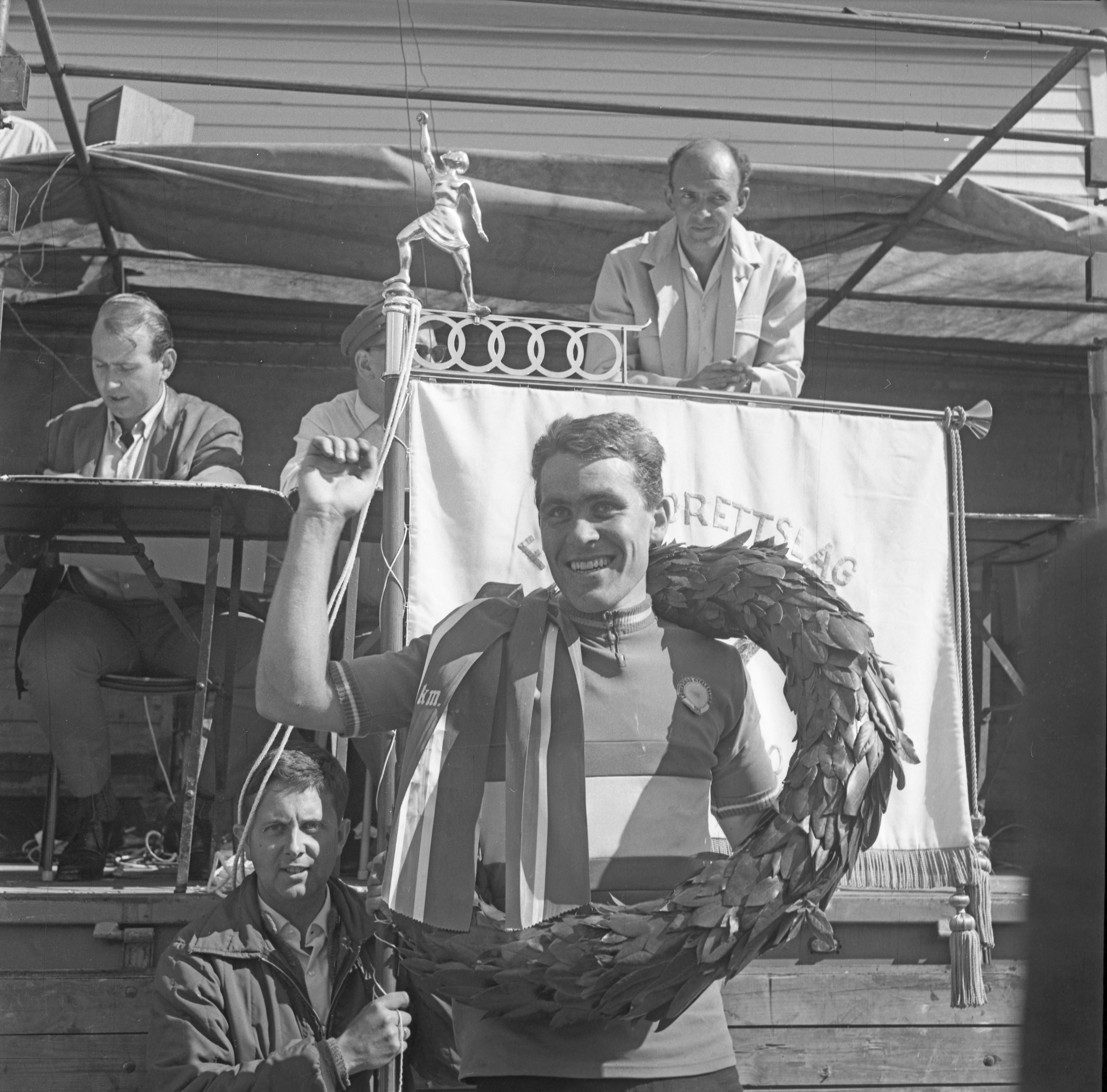
Tore Milsett

Tore Milsett (* 23. April 1944 in Lørenskog) ist ein ehemaliger norwegischer Radrennfahrer.

## Sportliche Laufbahn
1962 wurde Tore Milsett zweifacher norwegischer Junioren-Meister, im Einzel- sowie im Mannschaftszeitfahren. 1967, 1968 und 1974 wurde er norwegischer Meister im Straßenrennen. 1964 und 1968 gewann er das Rennen Roserittet. Zweimal startete er bei der Internationalen Friedensfahrt, 1968 wurde er 25., und 1972 belegte er Platz 48 in der Gesamtwertung. Bei den UCI-Straßen-Weltmeisterschaften 1966 auf dem Nürburgring belegte er im Straßenrennen der Amateure den 13. Platz.
1968 startete Milsett bei den Olympischen Sommerspielen in Mexiko, belegte im Straßenrennen Platz 14 und im Mannschaftszeitfahren (mit Jan Erik Gustavsen sowie den Brüdern Thorleif und Ørnulf Andresen) Platz fünf. Vier Jahre später, bei den Spielen in München, wurde er 17. im Straßenrennen. 1966 siegte er im Tønsberg Grand Prix.
Den Kongepokal (Königspokal), der für die beste sportliche Leistung bei norwegischen Meisterschaften vergeben wird, erhielt Milsett 1967.